# Signe appris
Le signe appris (parikamma-nimitta) est une notion de méditation bouddhique, plus précisément de la pratique du développement de la tranquillité, samatha bhavana. Ce signe est l'objet considéré pendant la méditation et qui sera l'objet sur lequel le méditant focalise toute son attention.
L'intérêt du terme est dans son opposition au signe réfléchi. Le signe appris représente l'objet tel que perçu au commencement de la méditation, par exemple une kasina, globalité, tandis que le signe réfléchi représente cet objet apparaissant plus tard dans la pratique, au moment de la concentration de proximité.
Un autre exemple serait la concentration utilisant la respiration dans laquelle le signe appris est le souffle et le signe réfléchi peut varier considérablement : lumière, impression de toucher...